# Dolce vita africana
Pour plus de détails, voir Fiche technique et Distribution.
Dolce vita africana est un documentaire franco-britannique réalisé en 2008.

## Synopsis
Dolce vita africana est un documentaire sur le photographe malien à la renommée internationale Malick Sidibé. Ses photos prises de la fin des années 1950 aux années 1970 sont un instantané de l’esprit insouciant de cette génération revendiquant sa liberté post-indépendance jusqu’à ce qu’un coup d’État islamique ouvre la voie à des années de dictature militaire. La réalisatrice s’est rendue dans le studio de Malick Sidibé à Bamako pour l’observer dans son travail et a rencontré un grand nombre de ses modèles, dont les histoires personnelles racontent aussi l’histoire du Mali.

## Fiche technique
- Réalisation : Cosima Spender
- Production : Natasha Dack Nikki Parrott Cosima Spender
- Image : Natasha Braier
- Montage : Emiliano Battista
- Son : Philippe Ciompi